# Habenaria variabilis
Habenaria variabilis är en orkidéart som beskrevs av Henry Nicholas Ridley. Habenaria variabilis ingår i släktet Habenaria och familjen orkidéer.
Artens utbredningsområde är Etiopien. Inga underarter finns listade i Catalogue of Life.